# بيتر ليزلي (أستاذ جامعي)
بيتر ليزلي (بالإنجليزية: John Peter Lesley) هو جيولوجي أمريكي، ولد في 17 سبتمبر 1819 في فيلادلفيا في الولايات المتحدة، وتوفي في 1 يونيو 1903.